# Makahiki Labyrinthus
Il Makahiki Labyrinthus è una formazione geologica della superficie di Cerere.